# Bareh Seyyed Aḩmad
Bareh Seyyed Aḩmad (persiska: بَرِۀ صِيِّد اَحمَد, بَردِ سِيِّد اَحمَد, بره سید احمد محکی, Bareh-ye Şeyyed Aḩmad, بره سید احمد) är en ort i Iran.   Den ligger i provinsen Lorestan, i den västra delen av landet, 400 km sydväst om huvudstaden Teheran. Bareh Seyyed Aḩmad ligger 1 499 meter över havet och antalet invånare är 123.
Terrängen runt Bareh Seyyed Aḩmad är lite kuperad.Runt Bareh Seyyed Aḩmad är det ganska tätbefolkat, med 52 invånare per kvadratkilometer. Närmaste större samhälle är Garāb, 14,0 km söder om Bareh Seyyed Aḩmad. Omgivningarna runt Bareh Seyyed Aḩmad är i huvudsak ett öppet busklandskap.